# Şatırlı (Cəlilabad)
Şatırlı è un comune dell'Azerbaigian situato nel distretto di Cəlilabad. Conta una popolazione di 1 244 abitanti.